# Jiuxiang Yizu Huizu Xiang
Jiuxiang Yizu Huizu Xiang (kinesiska: 九乡, 九乡彝族回族乡) är en socken i Kina. Den ligger i provinsen Yunnan, i den sydvästra delen av landet, omkring 70 kilometer öster om provinshuvudstaden Kunming.
Genomsnittlig årsnederbörd är 939 millimeter. Den regnigaste månaden är juni, med i genomsnitt 217 mm nederbörd, och den torraste är januari, med 10 mm nederbörd.